# Motori modulari FIAT Pratola Serra
I motori modulari FIAT Pratola Serra (distinti a loro volta in famiglia B per i modelli 4 cilindri, e famiglia C per i modelli 5 cilindri) sono dei motori endotermici alternativi a 4 e 5 cilindri in linea costruiti dal gruppo Fiat a partire dal 1994 e impiegati su autovetture FIAT, Alfa Romeo, Lancia e Jeep. Il nome deriva da quello del comune in provincia di Avellino dove ha sede lo stabilimento di produzione.

## Contesto
Questa famiglia di motori nacque per sostituire la precedente produzione FIAT e Alfa Romeo quali i bialbero FIAT e Alfa Romeo e con l'obiettivo di realizzare unità in diverse cilindrate e configurazioni diminuendo i costi di progettazione e produzione grazie all'architettura modulare. Questi motori arrivano sul mercato con il debutto della Lancia K.
Le versioni al lancio:
| Cilindrata (cc) | Alesaggio (mm) | Corsa (mm) | Cilindri | Ciclo  | Note                                                          |
| --------------- | -------------- | ---------- | -------- | ------ | ------------------------------------------------------------- |
| 1998            | 82             | 75,65      | 5        | Otto   | Aspirato, variatore di fase                                   |
| 2446            | 83             | 90,40      | 5        | Otto   | Aspirato, variatore di fase, collettori a lunghezza variabile |
| 2387            | 82             | 90,40      | 5        | Diesel | Turbocompresso                                                |

## Storia

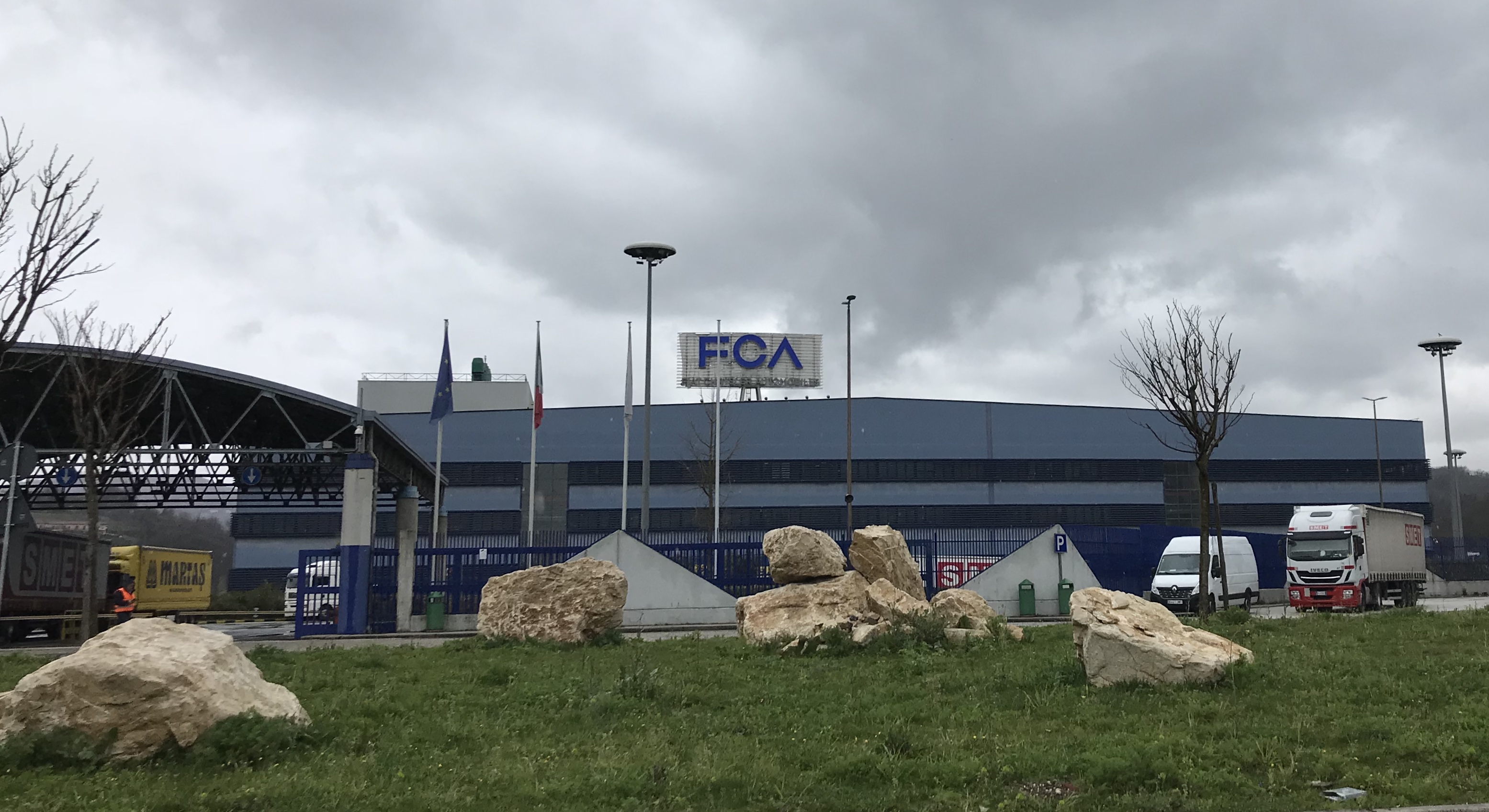
L'impianto produttivo nel 2018

Questi motori sono prodotti nello stabilimento FCA (ex FMA) a Pratola Serra in provincia di Avellino. Si tratta di un complesso industriale tecnicamente all'avanguardia con una capacità produttiva di 600.000 motori all'anno e prevede la realizzazione contemporanea sia di unità a benzina che diesel.

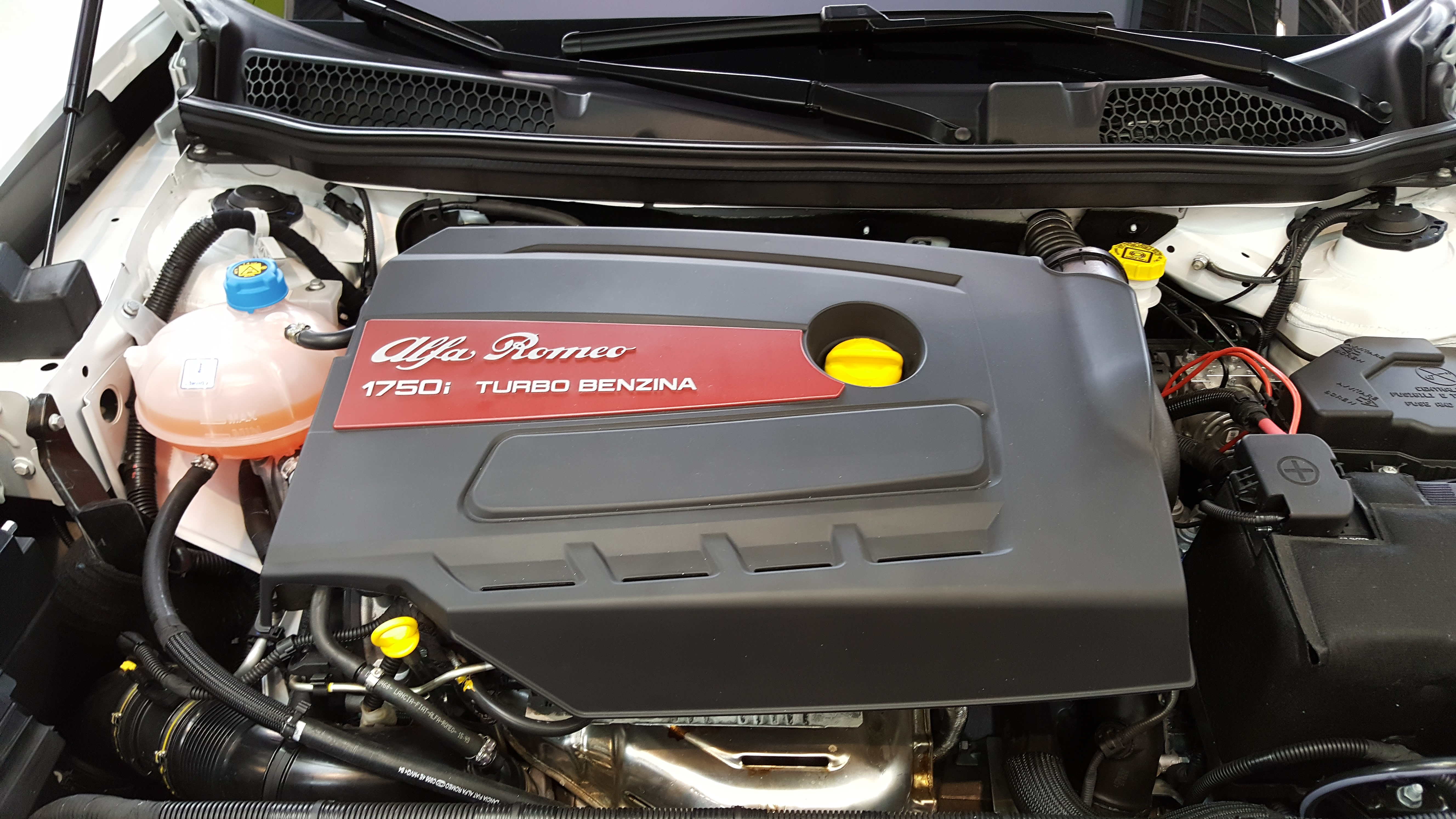
1750 TBi

Avviato nel 1993 è stato progettato con la necessità di avere un'unica linea di produzione capace di realizzare motori differenti in funzione delle diverse richieste. Il risultato raggiunto è che su una medesima linea possono essere realizzati 8 basamenti differenti accoppiabili a loro volta a 8 diversi alberi motore (5 in acciaio e 3 in ghisa), 15 alberi di distribuzione, 9 teste cilindri, 6 bielle, 5 volani e 10 collettori di aspirazione, per un totale di 90 differenti motori. In fase di progetto è stato previsto che il numero di guasti nel primo anno di uso dell'auto doveva essere del 75% inferiore alla media dei motori in produzione a Mirafiori in quel momento. La realizzazione dello stabilimento ha previsto uno sviluppo su due differenti livelli invece di concentrarsi su un unico piano. Nel piano inferiore vengono realizzati gli alberi motore, le teste cilindri, il basamento, la biella e gli alberi di distribuzione, mentre nel piano superiore viene effettuato il montaggio.
Lo stabilimento ha ricevuto importanti certificazioni internazionali come la ISO 14001, la ISO TS 16949, ISO 50001, e il premio di primo livello (Bronze Level e Silver Level) nell'applicazione delle metodologie del WCM (World Class Manufacturing) che certifica il livello di eccellenza dello stabilimento e dei suoi prodotti.
Attualmente vi lavorano circa 1.700 addetti, con un'età media di 37 anni.

## Caratteristiche principali del motore
- Basamento: prodotti a 4 e 5 cilindri, presentano caratteristiche analoghe tra di loro. La struttura è in ghisa, a pareti sottili con canne integrate, prevedono l'uso della sovralimentazione e, in alcune versioni, sono dotati di sistemi di equilibramento integrale delle forze residue per mezzo di contralberi. Gli stantuffi in lega di alluminio hanno un riporto in grafite per limitare gli attriti di scorrimento, garantendo una maggiore affidabilità e un maggior rendimento meccanico. Analogamente, il sistema di lubrificazione è dotato di uno scambiatore acqua/olio sulle versioni aspirate, mentre per le versioni sovralimentate è presente uno scambiatore aria/olio esterno.
- Testata: in lega di alluminio, integrano la pompa del liquido refrigerante, presentano camere di combustione con profilo a tettuccio leggermente asimmetrico con un angolo incluso di 47 gradi tra le valvole. I turbodiesel 1.9 8v e 2.4 10v presentano una diversa forma delle camere, avendo induzione a due valvole, queste ultime sono parallele e perpendicolari al piano della testa cilindri.
- Distribuzione: è bialbero, e le punterie sono idrauliche autoregolanti con canalizzazioni anti-svuotamento. Differiscono i turbodiesel a due valvole per cilindro che, avendo le valvole allineate, presentano un solo albero di distribuzione in testa e punterie meccaniche. Su alcune versioni la distribuzione è dotata di variatore di fase VVT a gestione elettronica, per garantire massime prestazioni su un ampio range di utilizzo. Il comando della distribuzione è affidato a una cinghia dentata e, come la cinghia per i servizi ausiliari, è dotata di tenditori automatici con smorzatori. Alcune versioni dispongono di collettori di aspirazione a lunghezza variabile (V.I.S.), controllati elettronicamente. Questi motori richiedono pochissime operazioni di manutenzione.

## Comportamento
Il variatore di fase permette di ottimizzare la fase di riempimento delle camere di combustione, aumentando il rendimento termico del motore e ottenendo una curva di coppia più ampia e regolare. Il motore assume un comportamento elastico in grado di essere sfruttato sin dai bassi regimi, funzionando con ottima regolarità anche al minimo.
L'adozione delle punterie idrauliche rende questi motori molto silenziosi, oltre a evitare le operazioni di controllo e registrazione periodica dei giochi.
I collettori a geometria variabile aumentano il rendimento volumetrico del motore garantendo prestazioni più elevate a tutti i regimi di rotazione.

## Monoblocchi
| Cilindrata (cc) | Alesaggio (mm) | Corsa (mm) | Cilindri | Ciclo  |
| --------------- | -------------- | ---------- | -------- | ------ |
| 1370            | 82             | 64,87      | 4        | Otto   |
| 1598            | 82             | 75,65      | 4        | Otto   |
| 1747            | 82             | 82,70      | 4        | Otto   |
| 1742            | 83             | 80,50      | 4        | Otto   |
| 1970            | 83             | 91         | 4        | Otto   |
| 1598            | 79,50          | 80,50      | 4        | Diesel |
| 1910            | 82             | 90,40      | 4        | Diesel |
| 1956            | 83             | 90,40      | 4        | Diesel |
| 1998            | 82             | 75,65      | 5        | Otto   |
| 2184            | 83,8           | 99         | 4        | Diesel |
| 2143            | 83             | 99         | 4        | Diesel |
| 2446            | 83             | 90,40      | 5        | Otto   |
| 2387            | 82             | 90,40      | 5        | Diesel |

## Applicazioni

### Vetture FIAT
| Unità a benzina (cc) | Tipo               | Vetture                                                                                                   |
| -------------------- | ------------------ | --- |
| 1370                 | 1.4 12v            | Bravo I, Brava, Marea                                                                                     |
| 1747                 | 1.8 16v            | Bravo I, Brava, Marea, Punto II, Barchetta, Coupé, Stilo                                                  |
| 1998                 | 2.0 20v            | Bravo I, Marea, Coupé                                                                                     |
| 2446                 | 2.4 20v            | Marea (Sud America), Stilo                                                                                |
| Unità a gasolio (cc) | Tipo               | Vetture                                                                                                   |
| 1598                 | 1.6 M-JET          | Grande Punto, Bravo II, Doblò, Linea, 500L, 500X, Tipo                                                    |
| 1910                 | 1.9 D/TD/Jtd/M-JET | Bravo I, Brava, Marea, Multipla, Palio, Strada, Punto, Stilo, Doblò, Idea, Grande Punto, Sedici, Bravo II |
| 1956                 | 2.0 M-JET          | Bravo II, Sedici rst, Freemont, Doblò, Ducato                                                             |
| 2184                 | 2.2 Multijet 3     | Ducato |
| 2387                 | 2.4 TD/Jtd/M-JET   | Marea, Croma (194)                                                                                        |

### Vetture Lancia
| Unità a benzina (cc) | Tipo             | Vetture                            |
| -------------------- | ---------------- | ---------------------------------- |
| 1370                 | 1.4 12v          | Y                                  |
| 1742                 | 1.8 Di T-JET     | Delta III                          |
| 1747                 | 1.8 16v          | Dedra, Delta II, Lybra             |
| 1998                 | 2.0 20v          | K, Lybra, Thesis                   |
| 2446                 | 2.4 20v          | K, Lybra (Protecta), Thesis        |
| Unità a gasolio (cc) | Tipo             | Vetture                            |
| 1598                 | 1.6 M-JET        | Musa, Delta III                    |
| 1910                 | 1.9 Jtd/M-JET    | Lybra, Musa, Delta III (twinturbo) |
| 1956                 | 2.0 M-JET        | Delta III                          |
| 2387                 | 2.4 TD/Jtd/M-JET | K, Lybra, Thesis                   |

### Vetture Alfa Romeo
| Unità a benzina (cc) | Tipo                   | Vetture                                       |
| -------------------- | ---------------------- | --------------------------------------------- |
| 1370                 | 1.4 Twin Spark 16v     | 145, 146                                      |
| 1598                 | 1.6 Twin Spark 16v     | 155, 145, 146, 156, 147                       |
| 1742                 | 1.750 TBi              | 159, Giulietta, 4C, Brera                     |
| 1747                 | 1.8 Twin Spark 16v     | 155, 145, 146, GTV, Spider, 156, GT           |
| 1970                 | 2.0 Twin Spark 16v/JTS | 155, 145, 146, GTV, Spider, 156, 166, 147, GT |
| Unità a gasolio (cc) | Tipo                   | Vetture                                       |
| 1598                 | 1.6 M-JET/M-JET2       | MiTo, Giulietta, Tonale                       |
| 1910                 | 1.9 JTD/M-JET          | 145, 146, 156, 147, GT, 159                   |
| 1956                 | 2.0 M-JET/M-JET2       | 159, Brera, Spider, Giulietta                 |
| 2143                 | 2.2 Multijet II        | Giulia, Stelvio                               |
| 2387                 | 2.4 JTD/M-JET          | 156, 166, 159, Brera, Spider (939)            |

### Vetture Jeep
| Unità a gasolio (cc) | Tipo            | Vetture                          |
| -------------------- | --------------- | -------------------------------- |
| 1598                 | 1.6 M-JET II    | Renegade                         |
| 1956                 | 2.0 M-JET2      | Cherokee (KL), Renegade, Compass |
| 2143                 | 2.2 Multijet II | Wrangler (JL)                    |
| 2184                 | 2.2 Multijet II | Cherokee (KL) (dal 2015)         |

### Altre vetture
| Unità a gasolio (cc) | Tipo            | Vetture                                                   |
| -------------------- | --------------- | --------------------------------------------------------- |
| 1598                 | 1.6 Common Rail | Opel Combo D                                              |
| 1910                 | 1.9 Common Rail | Opel Astra, Opel Zafira, Saab 9-3, Cadillac BLS, Saab 9-5 |
| 1956                 | 2.0 Common Rail | Opel Astra, Opel Insignia, Saab 9-5                       |